# Renault 4
Renault 4 — городской автомобиль особо малого класса, производившийся в 1961—1994 годах французской фирмой Renault. Это первый переднеприводный легковой автомобиль Renault.
Самый массовый французский автомобиль, произведено более 8 млн шт. Самый распространённый французский автомобиль, производился в 28 странах и продавался более чем в ста.

## История
Проектирование Renault 4 для прямой замены модели 4CV началось ещё в 1949 году под условным номером 109. Однако работы текли вяло, в 1952 году была создана новая команда и проекту присвоен номер 112. Однако только назначение Пьера Дрейфуса главой Renault в 1955 году сдвинуло проект с мёртвой точки. Высокопоставленный чиновник министерства промышленности Франции и вице-президент Renault с 1948 года Дрейфус хорошо знал как саму компанию, так и общую ситуацию в стране. Он точно уловил тенденцию тех лет: массовое переселение людей из деревни в города, в основном на окраины, создание ими очень динамичного класса мелких торговцев и всё возраставшую в обществе роль работающей женщины. Всем этим людям нужен был автомобиль как рабочий инструмент. В 1956 году Дрейфус предложил конструкторам создать «автомобиль как джинсы» (blue jeans car), недорогой, удобный и универсальный, одинаково пригодный как для города, так и для деревни, как для будней, так и для праздников, как для мужчин, так и для женщин. Молодой выпускник политехнического университета Ив Жорж (Yves George) был назначен руководителем проекта. Цена будущего автомобиля была ограничена числом в 350 тыс. франков (в 1956 г. соответствовало 1000 долларов США или 4000 рублей СССР), соответственно, и проект получил новое имя — «350».
До постановки на конвейер было построено 14 прототипов, в замаскированном виде они тестировались по всему миру и накатали более 2 млн км в разных климатических и дорожных условиях. Для большей секретности в то время автомобили назывались кодовым именем «Мари Шанталь» (Marie Chantal). Дизайн отрабатывался вместе с постройкой прототипов, каждый из них был другим, а последний очень сильно отличался от первого. Свой окончательный облик автомобиль принял в 1961 году, при этом соображения красоты учитывались меньше всего, считалось, что это не имеет значения для автомобилей такого типа. Единственное требование к стилю автомобиля заключалось в том, чтобы он (как джинсы) не терял вида с возрастом.
В начале лета 1961 года производство 4CV было прекращено и всего за три недели 200 рабочих переоборудовали конвейер под выпуск новой модели. Около 15 тыс. автомобилей было построено до его официального дебюта в октябре. Они были розданы дилерам, показаны журналистам и отдельным группам покупателей. 4 октября 1961 года два автомобиля Renault 4L («4L» стало на долгие годы именем автомобиля) были показаны широкой публике на Парижском автосалоне. Хотя многие подвергли критике его слишком простой, «деревенский» вид и огромную заднюю дверь, в целом автомобиль понравился. Он имел гармоничную внешность и своё уникальное «лицо».
Всего с 1961 по 1994 годы было произведено 8 135 424 автомобиля..
1962 год. В марте появилась версия R4 Super, с мотором увеличенной до 32 л. с. мощности. Кузов автомобиля был как у R4L — шестиоконный, новинкой была открывающийся вниз задняя дверь и опускаемое в неё стекло. Бамперы этой версии состояли из двух хромированных труб, облицовка решётки радиатора из анодированного алюминия стала блестящей. В сентябре прекратилось производство R3, всего было сделано 2526 штук. В сентябре версия Super получила новый двигатель объёмом 845 см³ той же мощности 32 л. с., но с увеличенным крутящим моментом, вместо трубчатых бамперов стали устанавливаться штампованные. Все остальные модели автомобилей стали оснащаться двигателем объёмом 747 см³ мощностью 32 л. с. Дочернее предприятие  «Sinpar» начало выпуск полноприводной версии Renault 4.
1963 год. Задняя дверь автомобиля стала устанавливаться на новые петли, которые удерживали её в открытом состоянии, коробка передач стала полностью синхронизированной. Версию R4 Super заменили на R4L Super. В декабре был показан автомобиль Парижанка (Parisienne) созданный для женщин совместно с журналом Elle. Автомобиль имел максимально комфортабельную отделку и имел особый клетчатый узор жёлтого, красного или зелёного цвета во всю высоту боковин кузова.
1964 год. В феврале появилась версия фургона с боковыми стёклами и складывающимися задними сидениями. В сентябре автомобиль R4L был заменён на новую версию Export. На всех автомобилях появились места для крепления передних ремней безопасности. Общее количество выпущенных автомобилей превысило 500 000 штук.
1965 год. В сентябре название автомобиля R4 было заменено на Renault 4, как на всех моделях фирмы. R4 стал Renault 4 Luxe, R4L — Renault 4 Export. На автомобили стал устанавливаться новый менее громоздкий отопитель, бачок с тормозной жидкостью стал крепиться непосредственно на главный тормозной цилиндр.
1966 год. 1 февраля был выпущен миллионный автомобиль Renault 4. В марте грузоподъёмность фургона была увеличена до 350 кг. В сентябре автомобиль Renault 4 Luxe стал просто Renault 4 и, как и остальные автомобили серии, получил новую панель приборов и рулевое колесо, двигатели получили замкнутую систему вентиляции картера. Версии Export и Parisienne получили новые сидения и обивку дверей.
1968 год. Было прекращено производство Parisienne, появилась версия с кузовом кабриолет — Plein Air. Фургоны получили новые, более мощные тормоза, усиленные передние торсионы и решётку радиатора, как на основной версии.
1969 год. Начиная с сентября, замок зажигания стали размещать справа от руля, появилась новая рукоятка переключателя передач с гравировкой. Задняя дверь получали балансирный механизм облегчающий её открывание. Фары были изменены в соответствии с последними европейскими требованиями. В ноябре был выпущен 2-миллионный автомобиль.
1970 год. С апреля автомобили стали оснащаться ремнями безопасности передних сидений. Электрооборудование было переведено с шести на двенадцать вольт. Прекратилось производство кабриолетов Plein Air.
1971 год. Начат выпуск автомобиля с открытым кузовом Renault Rodeo на агрегатах Renault 4. С сентября рабочий объём основного двигателя возрос до 782 см³. На боковинах автомобилей появились пластиковые декоративные накладки в стиле Renault 5. На фургоны стали устанавливать двигатель объёмом 845 см³, они получили более высокую пластиковую крышу, их грузоподъёмность возросла до 400 кг. Всего на этот момент было выпущено 3,5 млн автомобилей.
1972 год. Появились ремни безопасности задних сидений, был изменён вид пластинки с надписью модели сзади.
1973 год. Автомобили стали оснащаться новой четырёхступенчатой коробкой передач от Renault 6. В соответствии с новыми нормативами по безопасности и токсичности, начиная с сентября все автомобили получили двигатель с менее токсичным выхлопом  объёмом 782 см³ мощностью 27 л. с., рычаг переключения передач стал ломающимся при ударе, а панель приборов получила мягкое покрытие. Выпуск фургонов превысил 100 тыс. штук.
1975 год. В июне появилась удлинённая версия фургона грузоподъёмностью 440 кг. В сентябре генератор постоянного тока был заменён на более современный генератор переменного тока и на панели приборов появился вольтметр.
1976 год. Начался выпуск версии Safari, внешние и внутреннее оформление которой было ориентировано на молодую аудиторию. В июле появились прямоугольные указатели поворотов спереди.
1977 год. Появился новый спидометр и рулевое колесо от Renault 5, инерционные ремни безопасности спереди. Тормозная система стала двухконтурной с регулятором тормозных сил и индикатором падения давления тормозной жидкости на панели приборов. Заднее стекло с электрообогревом стало стандартным оборудованием, стеклоочистители получили две скорости работы. Начиная с июля обозначение 4L больше не используется, только Renault 4. Длинный фургон получил обозначение Renault 4 F6, а короткий — Renault 4 F4. В сентябре выпущен 5-миллионный автомобиль.
1979 год. С июля на всех моделях появились бескамерные шины и колёса от Renault 5.
1980 год. Было внедрено новое расположение переключателей на панели приборов, хромированные бамперы были замены на крашенные. Глушитель выхлопной системы был размещён под днищем с выпуском газов назад, а не вбок, как раньше. Тормоза получили автоматическую регулировку зазора между колодками и барабаном и новый главный тормозной цилиндр меньшей размерности. На все модели был установлен новый двухскоростной отопитель.
1981 год. В мае была выпущена ограниченная, в 5 тыс. штук, версия раскрашенных в цвета радуги автомобилей Renault 4 Jogging для молодёжи.
1982 год. В июле на автомобили стали устанавливать панель приборов от Renault 5. Появилась версия фургона работающая на сжиженном газе. Двигатели объёмом 782 см³ были заменены на 845-кубовые. Зеркало заднего вида, наконец-то, переместилось с верха панели приборов под ветровое стекло.
1983 год. На все модели стали устанавливать передние дисковые тормоза и новый главный тормозной цилиндр, стояночный тормоз стал действовать на задние колёса и рукоятка его привода разместилась между передними сидениями. В место закалённого появилось ветровое стекло из триплекса.
1985 год. Очередная попытка сохранить модель «на плаву» — ограниченным тиражом в 2200 штук выпущена версия Sixties голубого, жёлтого и красного цветов. В июле было прекращено производство фургонов F6.
1986 год. Представленные в мае версии GTL Clan и TL Savane были последними версиями Renault 4, их легко узнать по соответствующим надписям на передних дверях и сзади.
1988 год. Прекращено производство фургонов во Франции.
1989 год. Добавлено правое наружное зеркало и два противотуманных фонаря сзади.
1991 год. В июле была выпущена ограниченная партия автомобилей оригинальной расцветки — Carte Jeune.
1992 год. Объявленные стандарты по ограничению загрязнений окружающей среды привели к прекращению выпуска Renault 4 в Европе, последняя партия автомобилей в 1000 штук, созданных на базе модели Clan, была названа Bye-Bye. Каждый автомобиль имел свой номер, первый был № 1000.
1994 год. 21 декабря последний автомобиль под номером 8 135 424 покинул конвейер.
Все версии автомобилей Renault 4. Modèles et années de fabrication des Renault 4 (PDF)
Все версии двигателей автомобилей Renault 4  (фр.).
| Страны производства         | Страны производства                     | Страны производства | Страны производства                                          | Страны производства | Страны производства                          |
| --------------------------- | --------------------------------------- | ------------------- | ------------------------------------------------------------ | ------------------- | -------------------------------------------- |
| №                           | Страна                                  | Город               | Производитель                                                | Годы пр-ва          | Количество                                   |
| Европа                      |                                         |                     |                                                              |                     |                                              |
| 1                           | Франция                                 | Париж               | «Régie Nationale des Usines Renault»                         | 1961—1992           |                                              |
| 2                           | Бельгия                                 | Брюссель            | «Renault Industrie Belgique»                                 | 1961—1980           |                                              |
| 3                           | Италия                                  | Помильяно-д’Арко    | «Sviluppo Automobilistico Meridionale»                       | 1962—1965           |                                              |
| 4                           | Испания                                 | Вальядолид          | «Fabricación de Automóviles Sociedad Anónima»                | 1963—1991           | 402 213 хетчбэков, 396 704 фургона           |
| 5                           | Португалия                              | Гуарда              | «Industrias Lustitanias Renault»                             | 1964—1976           | до 6 тыс. штук в год                         |
| 6                           | Ирландия                                | Уэксфорд            | «Smiths group»                                               | 1962—1984           | 2—5 тыс. штук в год                          |
| 7                           | Югославия, Словения                     | Любляна             | «Titovi Javodi Litostroj»                                    | 1969—1972           |                                              |
| 7                           | Югославия, Словения                     | Ново-Место          | «Industrija Motornih Vozil»                                  | 1973—1992           | 575 960 штук                                 |
| Африка                      |                                         |                     |                                                              |                     |                                              |
| 8                           | Марокко                                 | Касабланка          | «Société Marocaine de Constructions Automobiles»             | 1971—1994           | ок. 44 тыс. штук, включая фургоны            |
| 9                           | Алжир                                   | Алжир               | «Construction des Automobiles Renault en Algérie»            | 1969—1970           | 6665 штук                                    |
| 10                          | Тунис                                   | Сус                 | «Société Tunisienne d’Industrie Automobile»                  | 1965—1980           | 1625 штук                                    |
| 11                          | Кот-д’Ивуар                             | Абиджан             | «Société Africaine de Fabrication des Automobiles Renault»   | 1962—1972           | ок. 2 тыс. штук                              |
| 12                          | Гана                                    | Аккра               | «C.F.A.O.»                                                   | 1969—1978           | ок. 100 штук в год                           |
| 13                          | Заир (Демократическая Республика Конго) | Киншаса             | «General Motors»                                             | 1969—               |                                              |
| 14                          | Ангола                                  | Луанда              | «Sociedade Angolana de Construcoes e Montagem de Automoveis» | 1971—1975           | 450 фургонов                                 |
| 14                          | Ангола                                  | Луанда              | «Sociedade Angolana de Construcoes e Montagem de Automoveis» | 1977—1980           |                                              |
| 15                          | Мадагаскар                              | Антананариву        | «Société Malgache de Construction Automobile»                | 1962—1971           | 300—500 штук в год                           |
| 16                          | ЮАР                                     | Ист-Лондон          | «Car Distributors and Assemblers»                            | 1963—1966           | 3900 штук                                    |
| 16                          | ЮАР                                     | Претория            | «Rosslyn Motor Assemblies»                                   | 1967—1972           | 3900 штук                                    |
| 17                          | Зимбабве                                | Хараре              | «Willowvale Motor Industry»                                  | 1974—1979           | ок. 6200 штук                                |
| Южная и Центральная Америка |                                         |                     |                                                              |                     |                                              |
| 18                          | Аргентина                               | Santa Isabel        | «Kaiser Argentina»                                           | 1963—1974           | 148 170 хетчбэков, 9145 фургонов, 173 пикапа |
| 18                          | Аргентина                               | Santa Isabel        | «Renault Argentina S.A.»                                     | 1975—1987           | 148 170 хетчбэков, 9145 фургонов, 173 пикапа |
| 19                          | Колумбия                                | Энвигадо            | «Sociedad de Fabricación de Automotores S.A.»                | 1970—1992           | 97 050 штук                                  |
| 20                          | Мексика                                 | Сьюдад-Саагун       | «Diesel Nacional»                                            | 1962—1972           | 2 тыс. хетчбэков, 7,5 тыс. фургонов          |
| 21                          | Перу                                    | Лима                | «Industria Automotriz Peruana S.A.»                          | 1966—1970           | ок. 700 штук в год, включая Renault 10       |
| 22                          | Чили                                    | Арика               | «Indauto»                                                    | 1964—1965           |                                              |
| 22                          | Чили                                    | Лос-Андес           | «Automotores Franco Chilena»                                 | 1968—1975           | ок. 1000 штук в год                          |
| 23                          | Венесуэла                               | Mariara             | «Automovil de Francia»                                       | 1972—1976           | ок. 6,5 тыс. штук                            |
| 24                          | Уругвай                                 | Монтевидео          | «Industria Automotriz Peruana S.A.»                          | 1962—1966           | ок. 450 штук                                 |
| 24                          | Уругвай                                 | Монтевидео          | «Santa Rosa Automotores»                                     | 1971—1992           | ок. 4,5 тыс. фургонов                        |
| 25                          | Коста-Рика                              | Сан-Хосе            | «Auto Ensembladora S.A.»                                     | 1965—1970           | ок. 50 штук в год, включая Renault 8, 10     |
| Азия, Австралия и Океания   |                                         |                     |                                                              |                     |                                              |
| 26                          | Шри-Ланка (Цейлон)                      |                     | «Marajah Organization Ltd.»                                  | 1973—1979           | ок. 100 штук в год                           |
| 27                          | Филиппины                               | Манила              | «Liberty Motors»                                             | 1963—1967           | ок. 800 штук, из них 650 фургонов            |
| 27                          | Филиппины                               | Макати              | «Renault Philippines Inc.»                                   | 1968—1974           | ок. 800 штук, из них 650 фургонов            |
| 28                          | Австралия                               | West Heidelberg     | «Renault Australia»                                          | 1962—1966           | ок. 1500 штук в год                          |

## Кузов

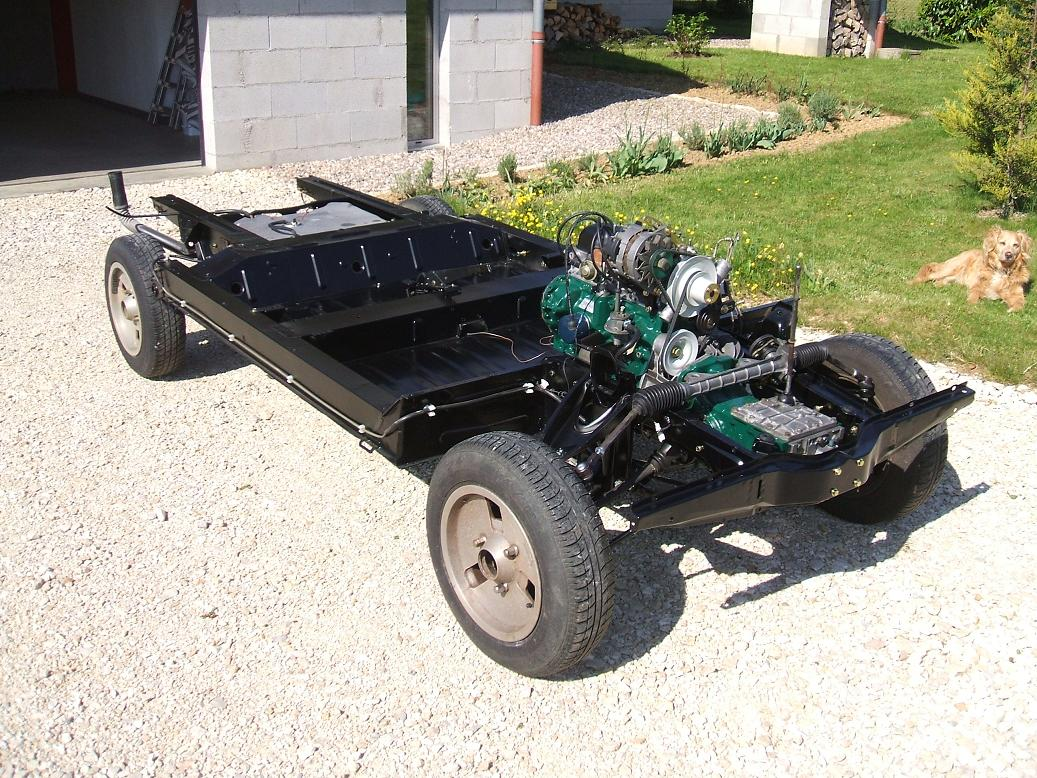
Рама с двигателем Renault 4

По мнению маркетологов, рынок требовал семейства из трёх автомобилей: седана, универсала и фургона. Для разрешения этого вопроса была выдвинута идея создания платформенного типа автомобиля — мощного основания, к которому крепятся двигатель и элементы ходовой части, и заменяемых кузовов устанавливаемых сверху. Как тогда казалось, такая конструкция способна снизать вес и стоимость автомобиля. Поэтому Renault 4 имеет в своём основании периферийную раму, объединённую с полом, на которую устанавливается цельнометаллический кузов, не являющийся силовым элементом конструкции.
Главной, революционной деталью кузова является огромная, во всю высоту и ширину автомобиля задняя дверь. Впервые опробовав такую конструкцию на Renault 4, затем развив идею на автомобиле Renault 16, конструкторы компании создали новый очень популярный в настоящее время кузов типа хетчбэк. Большая задняя дверь и складываемые задние сиденья делали кузов автомобиля универсальным, одновременно и седаном, и универсалом, и фургоном. Передние и задние крылья кузова съёмные, капот вместе с решёткой радиатора откидывается вперёд, петли капота крепятся непосредственно к передней части рамы. Интересной особенностью автомобиля является то, что боковые двери не фиксируются в открытом состоянии. Стёкла боковых дверей не опускаются, а сдвигаются, стёкла форточек в задних стойках можно приоткрыть. По заказу часть металлической крыши можно было заменить на брезентовую — получался простейший люк в крыше.

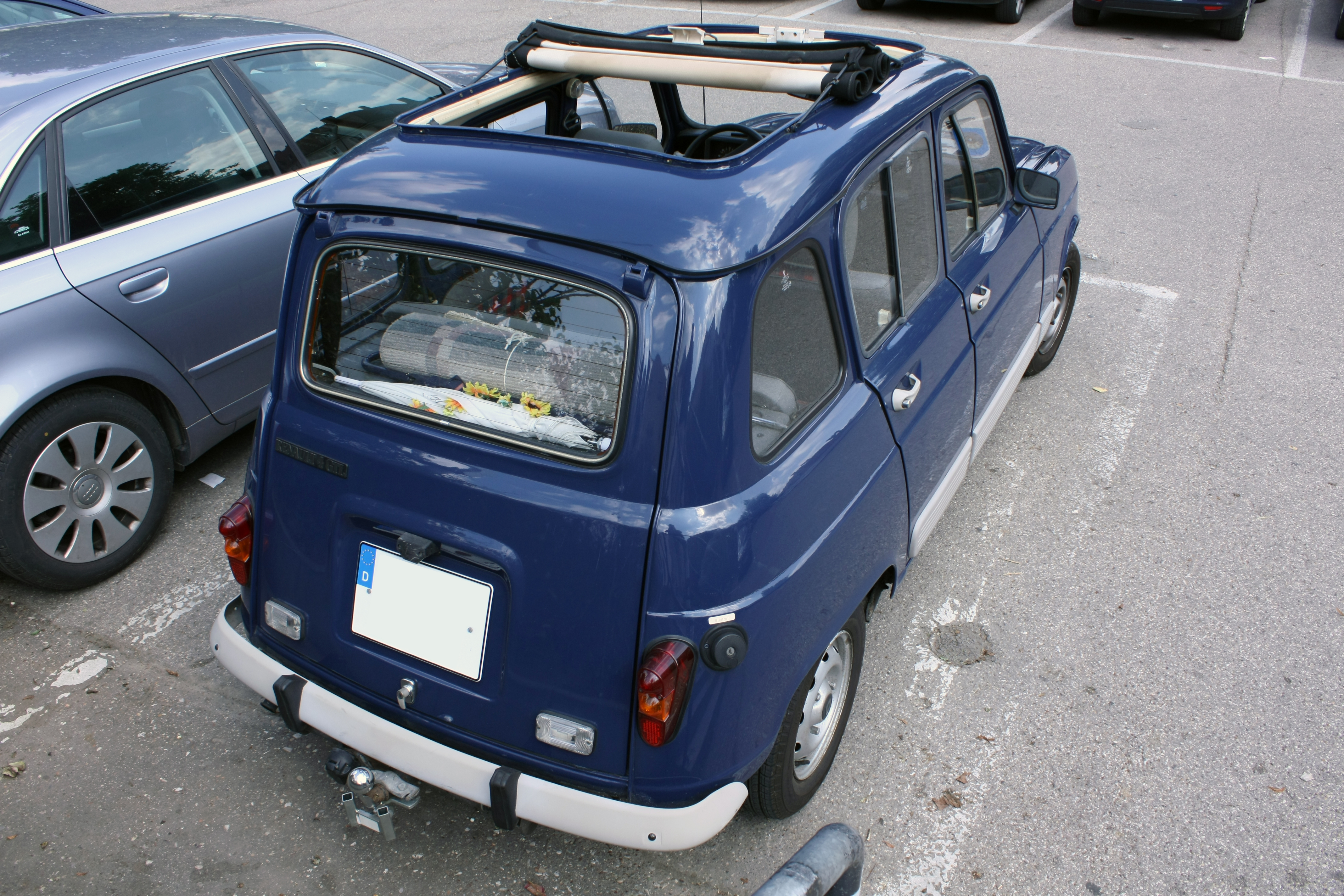
1981 Renault 4 GTL

Фары автомобилей первых выпусков были с вогнутыми стёклами, считалось, что так они меньше загрязняются. Сложной формы задние фонари обеспечивали хорошее рассеивание света во все стороны.
Из-за сильного смещения вперёд передних колёсных арок в ногах водителя и пассажира — необычайно много места. Отсутствие туннеля и центральной консоли также добавляют ощущение простора. Пол автомобиля — всегда чёрный, так как является частью рамы, и красится отдельно. Простейшая панель приборов, торчащая из неё «кочерга» рычага переключения коробки передач, сиденья, представляющие собой металлический каркас, обтянутый тканью — практичность во всём.
За всё время производства кузов автомобиля не менялся, хотя иногда появлялись отдельные оригинальные элементы. Например, в первый год производства часть автомобилей не имела окон в задней стойке, а Renault 4 Super 1963 года имел откидывающуюся вниз заднюю дверь, стекло которой опускалось внутрь. По мере «взросления» автомобиля менялись форма бамперов, облицовки радиатора, оборудование салона, но в целом до конца своих дней кузов автомобиля оставался простым и универсальным.

## Двигатель и трансмиссия

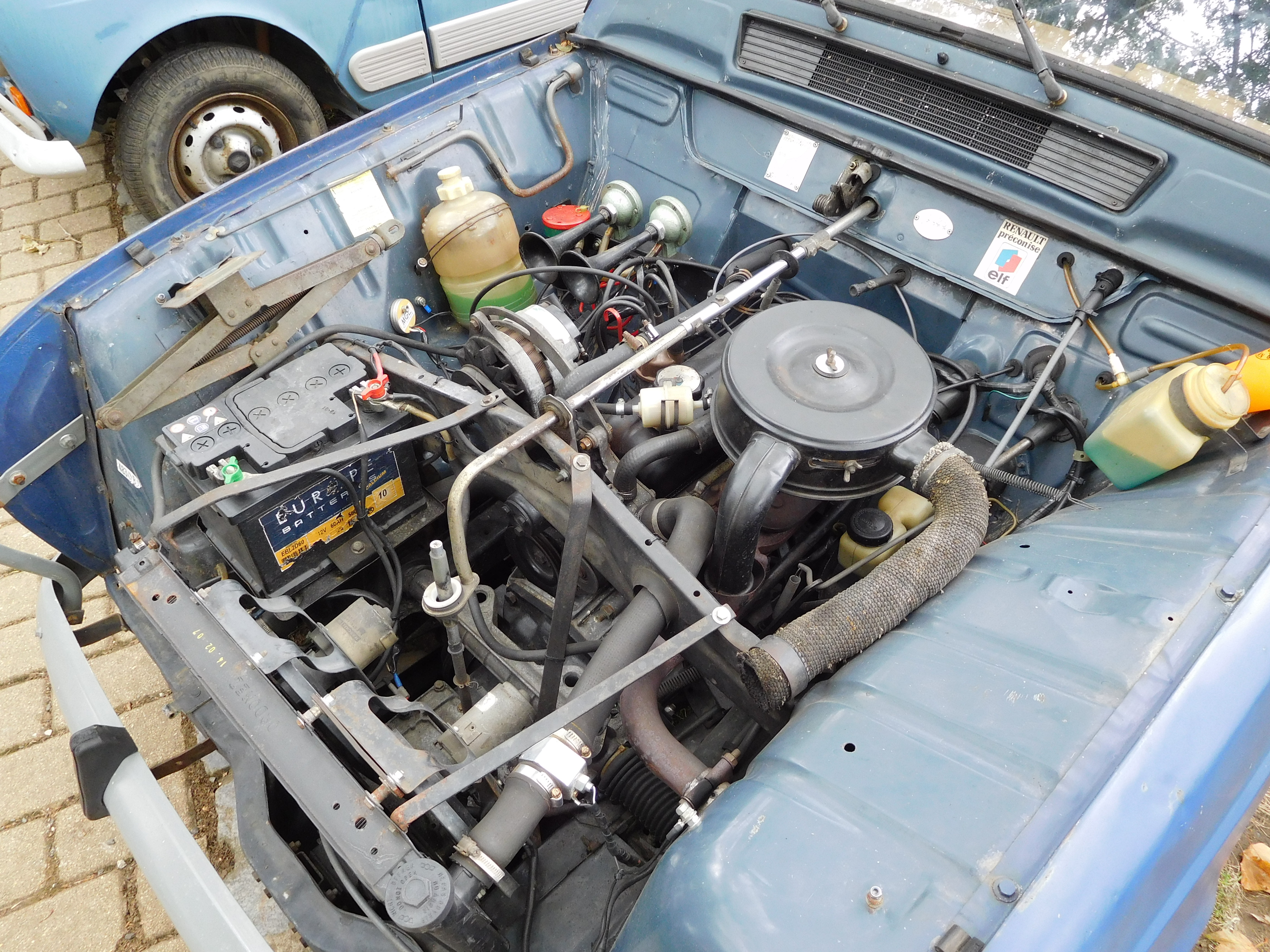
Подкапотное пространство

На автомобили устанавливались рядные четырёхцилиндровые атмосферные бензиновые карбюраторные двигатели рабочим объёмом 603, 747, 782, 845, 956 и 1108 см³. Двигатель располагался спереди продольно вертикально, он имел чугунный блок цилиндров, трёхопорный коленвал (с 1978 года — полноопорный), нижний распредвал, верхние клапаны (OHV), по два на цилиндр. Применялись однокамерные карбюраторы с падающим потоком смеси «Зенит» (Zenith) или «Солекс» (Solex). Так как двигатель устанавливался «задом наперёд», то есть коробка передач располагалась перед двигателем, его коленвал вращался против часовой стрелки, не так, как у большинства двигателей (это было исправлено на последних модификациях). Основной особенностью двигателя была замкнутая герметичная система жидкостного охлаждения. Установив в неё расширительный бачок (изобретение Renault) и залив антифризом, конструкторы фирмы создали необслуживаемую систему охлаждения. С 1975 года радиатор системы охлаждения стал обдуваться электровентилятором. Бензобак ёмкостью 26 л располагался под задним сиденьем, с 1975 года его ёмкость возросла до 34 л. Первоначально глушитель выпускной системы находился в крыле над передним левым колесом, а выход выхлопных газов располагался перед задним левым колесом. На первых автомобилях устанавливалось 6-вольтовое электрооборудование, в 1970 году оно было заменено на 12-вольтовое. В 1976 году генератор постоянного тока (динамо) был заменён на генератор переменного тока.
Автомобиль имел сухое однодисковое сцепление (160 мм, с 1968 года — с центральной диафрагменной пружиной), включение которого осуществлялось с помощью тросового привода.
Механическая трёхступенчатая коробка передач (313) имела синхронизаторы только на двух высших передачах и вызывала большое недовольство водителей, в 1963 году она была заменена на полностью синхронизированную коробку (328). Так как коробка передач располагалась перед двигателем, в самом «носу» автомобиля, то переключение передач осуществлялось с помощью длинной тяги, проходящей поверх двигателя, через панель приборов, и заканчивающейся загнутым вверх рычагом. С 1967 года на автомобили стала устанавливаться четырёхступенчатая полностью синхронизированная коробка передач (334), а с 1973 года — новая четырёхступенчатая коробка от Renault 6 (354/HAO). Привод передних колёс осуществлялся полуосями равной длины, имевшими спаренные карданные шарниры снаружи (у колёс) и шариковые шарниры равных угловых скоростей типа «Бендикс-Вейс» внутри.

## Шасси́

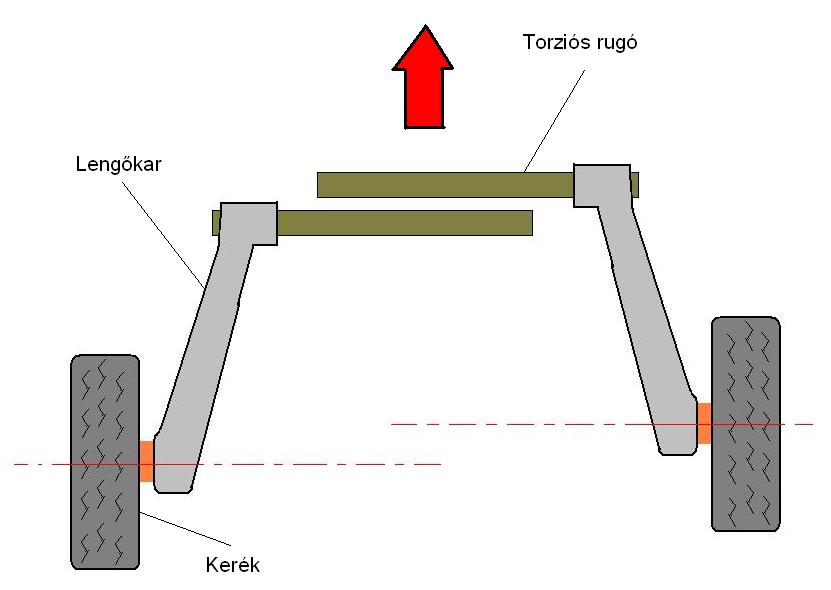
Задняя подвеска Renault 4

Автомобиль имеет длинноходные независимые переднюю и заднюю подвески с торсионами в качестве упругих элементов. Передняя подвеска — бесшкворневая на двух поперечных рычагах со стабилизатором поперечной устойчивости и вертикально установленными телескопическими амортизаторами. Продольные торсионы (длина — 1106 мм, диаметр — 16,54 мм) действуют на нижние рычаги подвески. Задняя подвеска — на продольных рычагах и поперечных торсионах (1108 × 18,4 мм), амортизаторы установлены горизонтально. Из-за того, что поперечные торсионы установлены друг за другом, а длина рычагов задней подвески одинакова, оси задних колёс не совпадают и автомобиль имеет разную базу слева и справа. Длинноходная подвеска обеспечивает высокую плавность хода на плохой дороге, но при движении по шоссе автомобиль неустойчив на высокой скорости, сильно кренится в поворотах. Такими особенностями ходовой части объясняются выдающиеся достижения Renault 4 в ралли-рейдах и кроссах и его слабые выступления в классических шоссейных ралли.
Рулевое управление реечное, передаточное число — 17,08, три с четвертью оборота руля от упора до упора, максимальный угол поворота управляемых колёс — 36°. Диаметр поворота автомобиля по колее наружного колеса — 9,84 м.
За долгие годы производства автомобиля его тормозная система неоднократно обновлялась. Гидравлический привод тормозов в 1977 году стал двухконтурным, а с 1983 года появился новый главный тормозной цилиндр. Передние тормоза, поначалу барабанные диаметром 180 мм, в 1967 году были заменены на более мощные барабанные с диаметром барабанов 200 мм (на фургонах — 228 мм), а в 1983-м — на дисковые. Задние барабанные с диаметром барабанов 160 мм оставались неизменными на весь период выпуска. В приводе задних тормозов использовался регулятор тормозных сил с изменяемой от веса автомобиля характеристикой . Интересной особенностью автомобиля был привод стояночного тормоза на передние колёса, рычаг привода располагался слева от водителя под панелью приборов. С 1983 года он стал «как у всех», то есть с приводом на задние тормоза и рычагом между сидениями.
Колёса автомобиля крепятся на трёх болтах, шины размерности 135 × 13 или 145 × 13. Запасное колесо хранилось снаружи под днищем багажника.

## Модификации

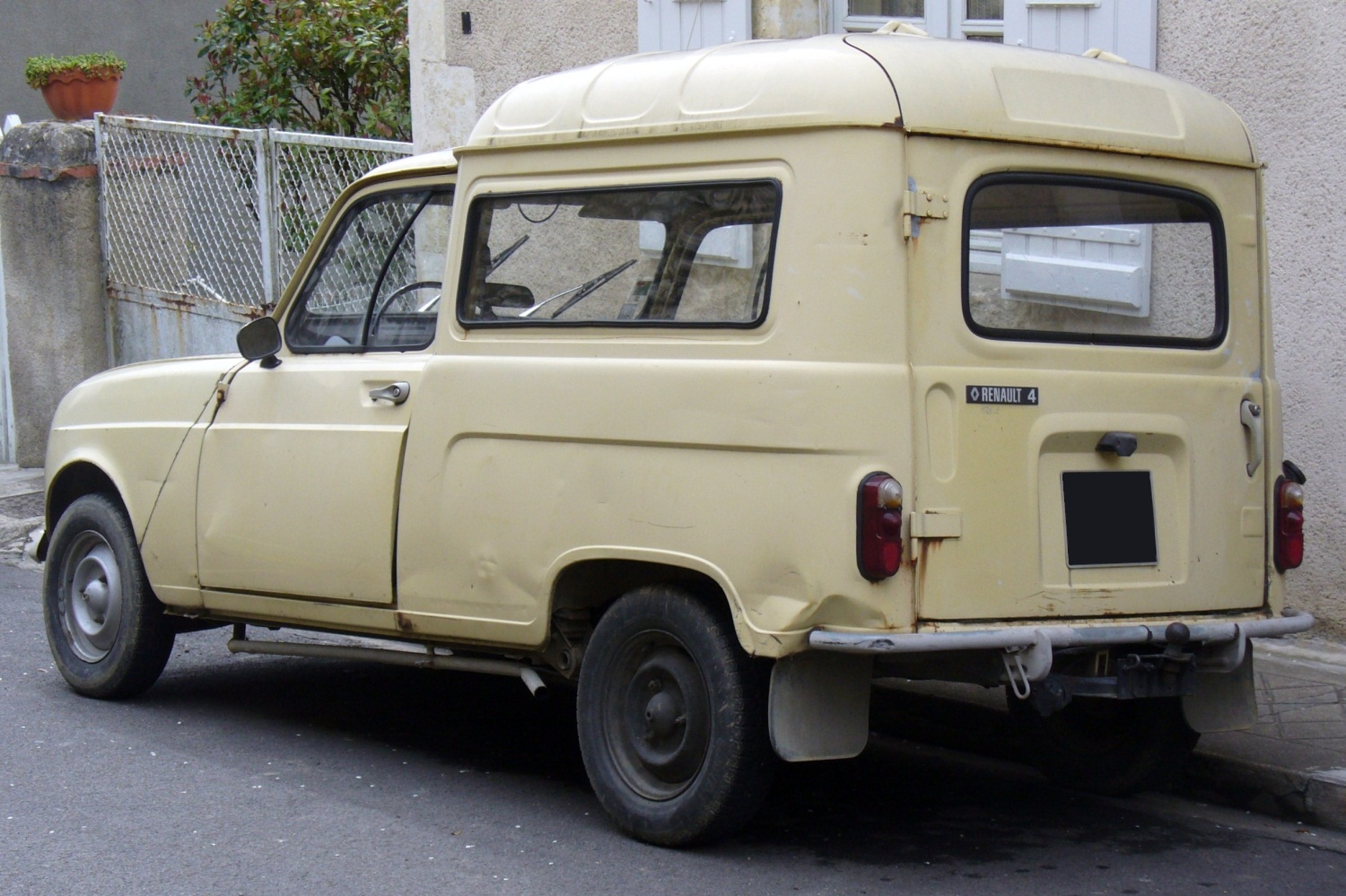
Renault 4 Fourgonnette

- Фургон. Выпуск автомобилей в грузопассажирском варианте с кузовом фургон начался одновременно с выпуском основной модели в конце 1961 года. Автомобиль так и назывался — Renault 4 Fourgonnette, его грузоподъёмность составляла 300 кг, он имел более широкие шины (145 × 13) и усиленные задние торсионы. Первоначально автомобиль оснащался высоким закрытым цельнометаллическим кузовом с одним рядом сидений спереди, но уже в 1964 году появилась версия с двумя рядами сидений и задними боковыми окнами. По мере изменения базовой модели менялся и фургон. В 1966 году грузоподъёмность фургона возросла до 350 кг, в 1971 году у него появились новый двигатель объёмом 845 см³, более высокая пластиковая крыша и грузоподъёмность возросла до 400 кг. В 1975 году появляется удлинённая версия фургона: его база возрастает на 12 см, длина — на 8 см, с 3,65 до 3,85 м увеличивается погрузочная длина, с 1,88 до 2,25 м³ — объём грузового отсека, до 440 кг — грузоподъёмность. В 1977 году фургоны получают новые имена: короткий фургон — Renault 4 F4, длинный — Renault 4 F6. С 1978 года частной фирмой Teilhol было выпущено несколько пикапов на базе Renault 4 F6. В 1988 году производство фургонов во Франции прекращено[18].

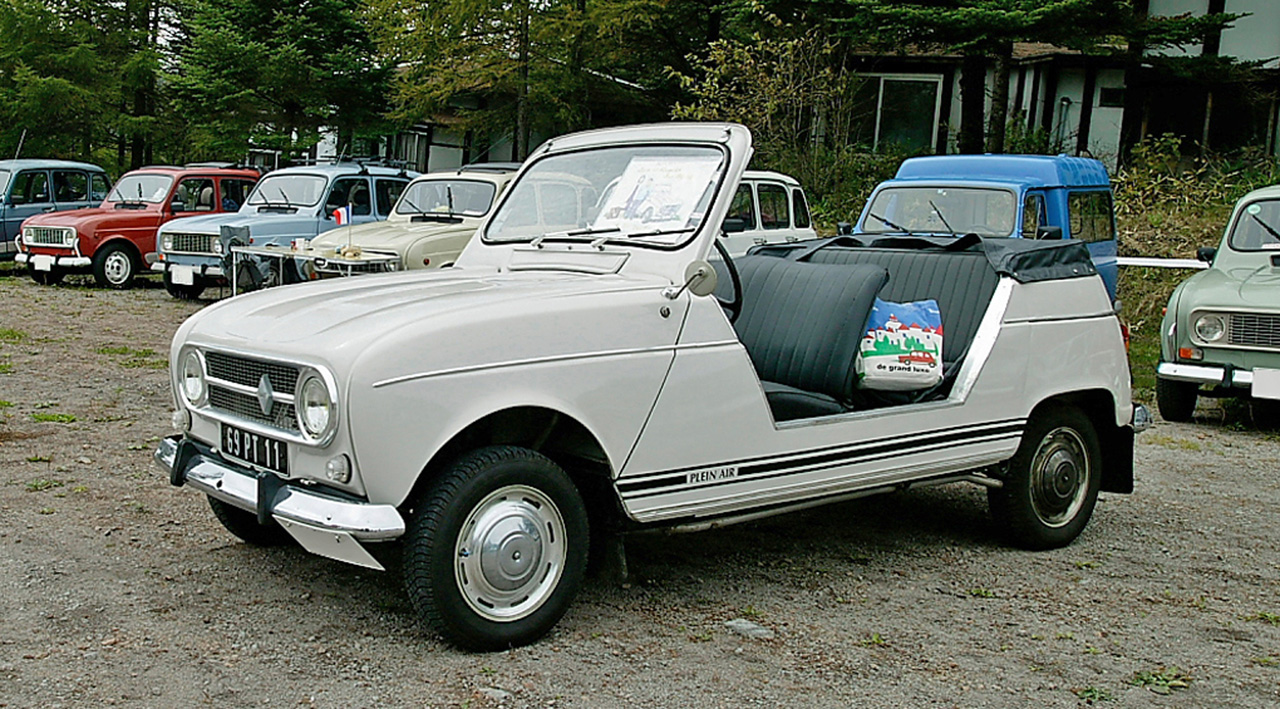
Renault 4 Plein Air

- Кабриолет. Весной 1968 года дочернее предприятие Renault Sinpar начало производство открытой модификации автомобиля Renault 4 Plein Air (Пленэр) c кузовом кабриолет. Автомобили изготавливалась только по предварительному заказу. Полностью готовый автомобиль Renault 4 поступал на фабрику, где с него снималась крыша, убирались двери и он превращался в открытый кабриолет. Такая технология делала автомобили относительно дорогими, дороже конкурентов, и в 1970 году из-за малого спроса производство их было прекращено. Всего было выпущено около 600 автомобилей. После этого несколько лет выпускались наборы для самостоятельного переоборудования (conversion kits) Renault 4 в кабриолет. Каждому автомобилю Renault 4 Plein Air производства Sinpar присваивался свой номер, выбитый на специальной табличке. Самый большой из номеров, найденных коллекционерами на настоящее время, — 563. Автомобиль Renault 4 Plein Air рекламировался как автомобиль для активного отдыха на пляже, у моря. Так он зачастую и использовался, песок и солёная вода быстро приводили его в негодность, поэтому до нашего времени сохранилось не так уж много экземпляров, и они очень ценятся коллекционерами[19]. С 1971 года началось производство автомобиля Renault Rodeo с открытым кузовом, первое поколение которого базировалось на агрегатах Renault 4.

- Полный привод. С 1963 года дочернее предприятие Sinpar начало производство полноприводной модификации Renault 4 4 × 4 Sinpar. Предприятие как переоборудовало готовые автомобили, так и выпускало отдельные наборы (conversion kits) для самостоятельной переделки автомобиля. Полным приводом оснащались автомобили с разными типами кузовов, двигателей и коробок передач, поэтому зачастую наборы были не взаимозаменяемыми. Набор состоял из отключаемого редуктора отбора мощности, присоединённого к коробке передач, карданной передачи, центральная часть которой проходила через крепящуюся к днищу автомобиля трубу, главной передачи с полуосями, устанавливаемой вместо бензобака, рычагов задней подвески с отверстиями для полуосей привода и нового бензобака, который устанавливался на место крепления запасного колеса[20]. Отсутствие межосевого дифференциала и слабый двигатель ограничивали внедорожные возможности автомобиля. Круглогодичное использование в тяжёлых условиях приводило к быстрому выходу из строя узлов трансмиссии и сильному ржавлению кузова[21]. Полноприводные модификации выпускались до самого окончания производства Renault 4.

## Спорт

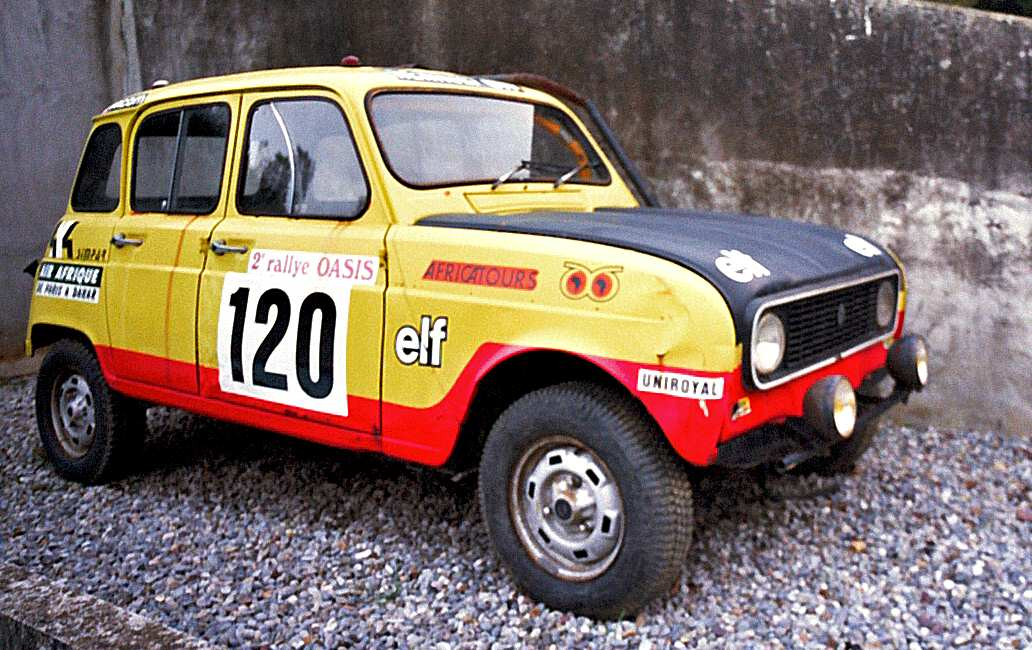
1980 Renault 4 4 × 4 Sinpar Paris-Dakar

- В 1965 году четыре девушки — Мишель Рэй (Michèle Ray), Элиан Лакотте (Eliane Lucotte), Бэтти Джерард (Betty Gérard) и Мартина Либерсат (Martine Libersart) — на двух автомобилях Renault 4L проехали Америку вдоль. Стартовав в Ушуая на Огненной земле, без поломок они преодолели более 10 тыс. км по лесам Амазонки, горным дорогам Анд, пустыням Юты и через четыре с половиной месяца финишировали в Анкоридже на Аляске[22].
- В первом ралли Париж — Дакар 1978—1979 года братья Клод и Бернар Марро (Marreau) на специально подготовленном автомобиле Renault 4 4 × 4 Sinpar заняли второе место в зачёте автомобилей (в этом году грузовики не участвовали, а мотоциклы и легковые автомобили выступали в одном зачёте, первые два места в ралли заняли мотоциклисты). Год спустя, оснастив автомобиль двигателем от Renault 5 Alpine, они были третьими, проиграв только заводской команде Volkswagen[23].